# Allium brachyodon
Allium brachyodon är en amaryllisväxtart som beskrevs av Pierre Edmond Boissier. Allium brachyodon ingår i släktet lökar, och familjen amaryllisväxter. Inga underarter finns listade i Catalogue of Life.